# Ahmad Dahlan
Ahmad Dahlan (ur. jako Muhammad Darwis 1 sierpnia 1868 w Yogyakarcie, zm. 23 lutego 1923 tamże) – założyciel organizacji muzułmańskiej Muhammadiyah.
Pośmiertnie, w 1961 r., został uhonorowany tytułem Bohatera Narodowego Indonezji.